# Liste der Auslandsvertretungen der Republik Zypern

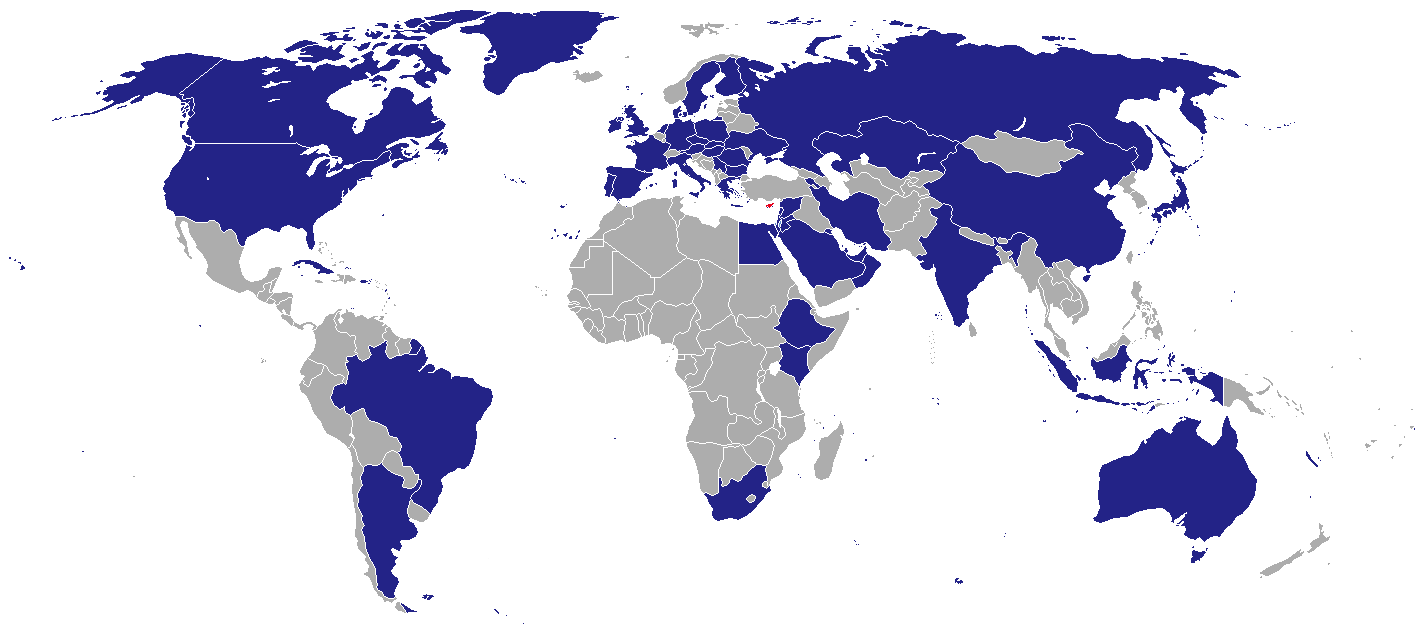
Standorte der diplomatischen Vertretungen der Republik Zypern

Dies ist eine Liste der diplomatischen Vertretungen der Republik Zypern. Die Republik Zypern unterhält ein Netzwerk von 43 Botschaften weltweit.

## Diplomatische Vertretungen

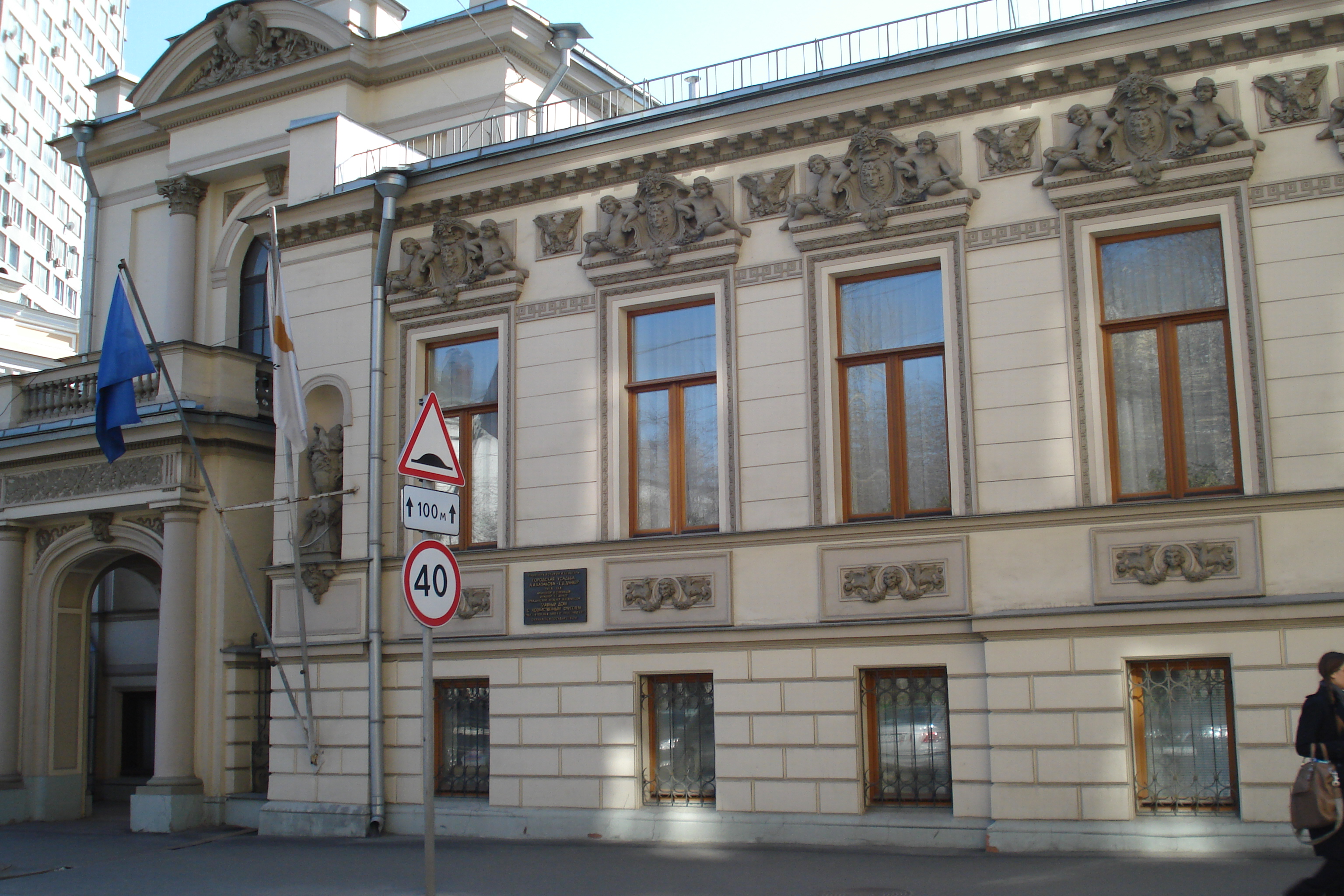
Botschaft der Republik Zypern in Moskau

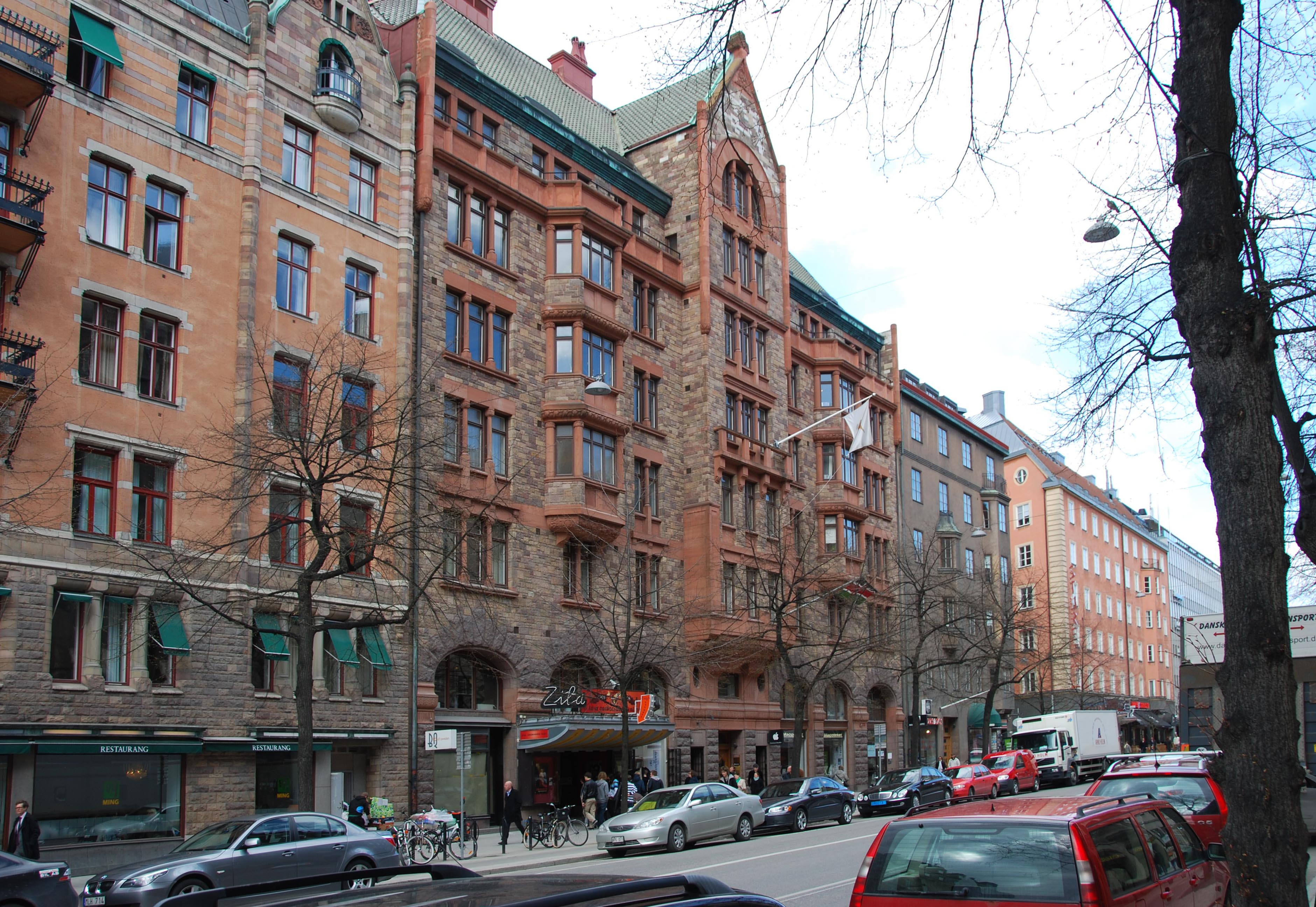
Botschaft der Republik Zypern in Stockholm

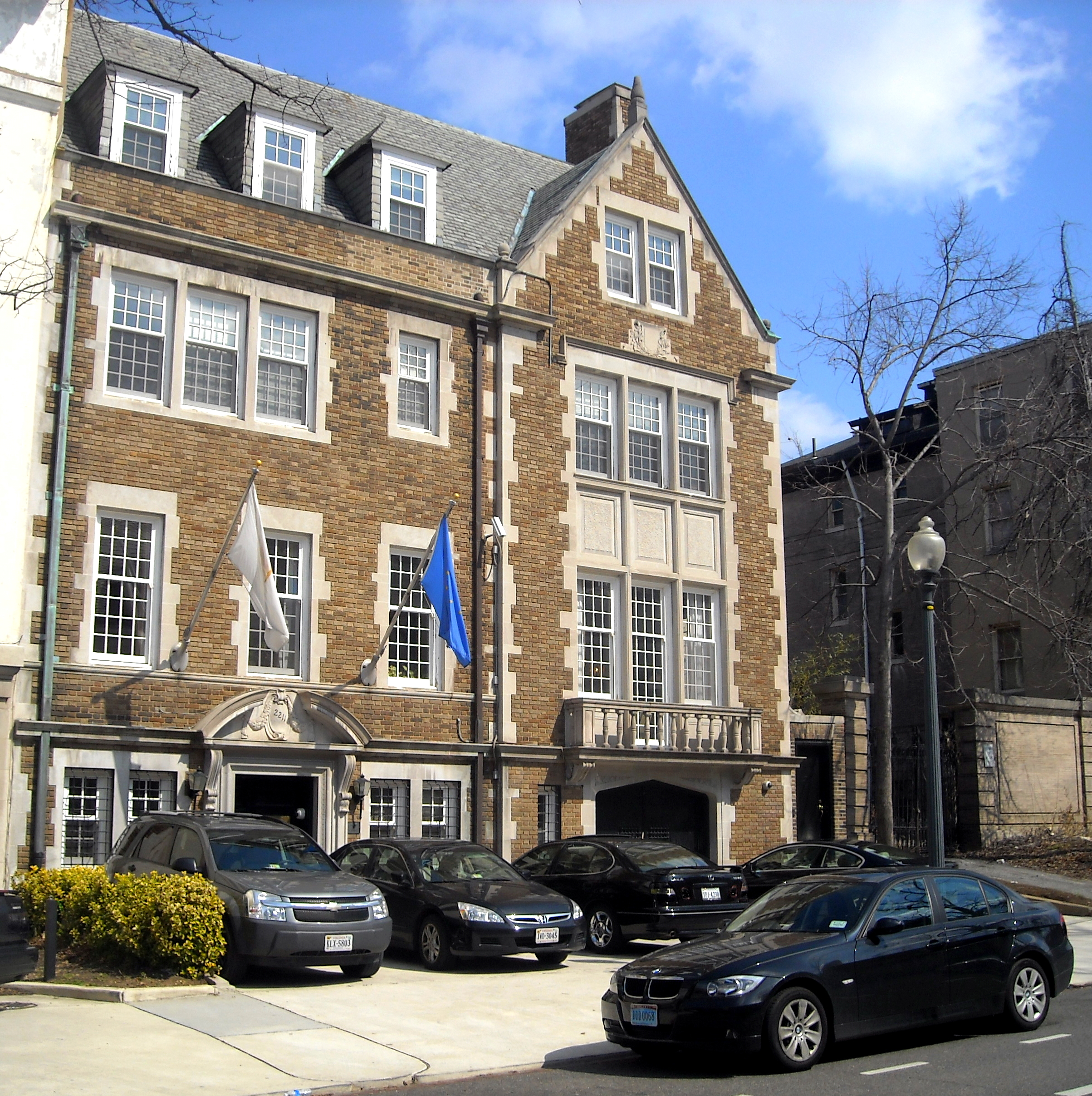
Botschaft der Republik Zypern in Washington, D.C.

### Afrika
- Ägypten: Kairo, Botschaft
- Kenia: Nairobi, Botschaft
- Südafrika: Pretoria, Hohe Kommission

### Asien
| - Volksrepublik China: Peking, Botschaft - Indien: Neu-Delhi, Hohe Kommission - Indonesien: Jakarta, Botschaft - Iran: Teheran, Botschaft - Israel: Tel Aviv, Botschaft - Jordanien: Amman, Botschaft | - Katar: Doha, Botschaft - Kuwait: Kuwait, Botschaft - Libanon: Beirut, Botschaft - Oman: Maskat, Botschaft - Palästina: Ramallah, Verbindungsbüro - Vereinigte Arabische Emirate: Abu Dhabi, Botschaft |

### Australien und Ozeanien
- Australien: Canberra, Hohe Kommission

### Europa
| - Belgien: Brüssel, Botschaft - Bulgarien: Sofia, Botschaft - Dänemark: Kopenhagen, Botschaft - Deutschland: Berlin, Botschaft - Deutschland: Hamburg, Generalkonsulat - Finnland: Helsinki, Botschaft - Frankreich: Paris, Botschaft - Griechenland: Athen, Botschaft - Griechenland: Thessaloniki, Generalkonsulat - Irland: Dublin, Botschaft - Italien: Rom, Botschaft - Niederlande: Den Haag, Botschaft - Österreich: Wien, Botschaft | - Polen: Warschau, Botschaft - Portugal: Lissabon, Botschaft - Rumänien: Bukarest, Botschaft - Russland: Moskau, Botschaft - Schweden: Stockholm, Botschaft - Serbien: Belgrad, Botschaft - Slowakei: Bratislava, Botschaft - Spanien: Madrid, Botschaft - Tschechien: Prag, Botschaft - Ukraine: Kiew, Botschaft - Ungarn: Budapest, Botschaft - Vereinigtes Königreich; London, Hohe Kommission |

### Nordamerika
| - Kanada: Ottawa, Hohe Kommission - Kuba: Havanna, Botschaft | - Vereinigte Staaten: Washington, D.C., Botschaft - Vereinigte Staaten: New York, Generalkonsulat |

### Südamerika
- Brasilien: Brasília, Botschaft

## Vertretungen bei internationalen Organisationen
- Europäische Union: Brüssel
- Europarat: Straßburg
- Heiliger Stuhl: Rom, Botschaft
- Vereinte Nationen: New York
- Vereinte Nationen: Genf
- Organisation für Sicherheit und Zusammenarbeit in Europa (OSZE): Wien